# Malcolmia tadshikistanica
Malcolmia tadshikistanica là một loài thực vật có hoa trong họ Cải. Loài này được Vassilcz. mô tả khoa học đầu tiên.